# Nascar Winston Cup Series 1983
Nascar Winston Cup Series 1983 var den 35:e upplagan av den främsta divisionen av professionell stockcarracing i USA sanktionerad av National Association for Stock Car Auto Racing.  
Säsongen bestod av 30 race och inleddes på Daytona International Speedway med uppvisningsloppen Busch Clash 14 februari och UNO Twin 125 Qualifiers 17 februari, vilket även var slutkval till den 25:e upplagan av Daytona 500. Säsongen avslutades 20 november på Riverside International Raceway med Winston Western 500. Serien vanns av Bobby Allison, vilket var hans första och enda mästerskapstitel.

## Tävlingskalender
| Nr | Officiellt namn                | Bana                                            | Datum          |
| -- | ------------------------------ | ----------------------------------------------- | -------------- |
|    | Busch Clash                    | Daytona International Speedway, Daytona Beach   | 13 14 februari |
|    | UNO Twin 125 Qualifiers        | Daytona International Speedway, Daytona Beach   | 17 februari    |
|    | Daytona 500 Consolation Race   | Daytona International Speedway, Daytona Beach   | 18 februari    |
| 1  | Daytona 500                    | Daytona International Speedway, Daytona Beach   | 20 februari    |
| 2  | Richmond 400                   | Richmond Fairgrounds Raceway, Richmond          | 27 februari    |
| 3  | Warner W. Hodgdon Carolina 500 | North Carolina Motor Speedway, Rockingham       | 6 & 13 mars    |
| 4  | Coca-Cola 500                  | Atlanta International Raceway, Hampton          | 27 mars        |
| 5  | Transouth 500                  | Darlington Raceway, Darlington                  | 10 april       |
| 6  | Northwestern Bank 400          | North Wilkesboro Speedway, North Wilkesboro     | 17 april       |
| 7  | Virginia National Bank 500     | Martinsville Speedway, Ridgeway                 | 24 april       |
| 8  | Winston 500                    | Alabama International Motor Speedway, Talladega | 1 maj          |
| 9  | Marty Robbins 420              | Nashville Speedway, Nashville                   | 7 maj          |
| 10 | Mason-Dixon 500                | Dover Downs International Speedway, Dover       | 15 maj         |
| 11 | Valleydale 500                 | Bristol International Raceway, Bristol          | 21 maj         |
| 12 | World 600                      | Charlotte Motor Speedway, Concord               | 29 maj         |
| 13 | Budweiser 400                  | Riverside International Raceway, Riverside      | 5 juni         |
| 14 | Van Scoy Diamond Mine 500      | Pocono International Raceway, Long Pond         | 12 juni        |
| 15 | Gabriel 400                    | Michigan International Speedway, Brooklyn       | 19 juni        |
| 16 | Firecracker 400                | Daytona International Speedway, Daytona Beach   | 4 juli         |
| 17 | Busch Nashville 420            | Nashville Speedway, Nashville                   | 16 juli        |
| 18 | Like Cola 500                  | Pocono International Raceway, Long Pond         | 24 juli        |
| 19 | Talladega 500                  | Alabama International Motor Speedway, Talladega | 31 juli        |
| 20 | Champion Spark Plug 400        | Michigan International Speedway, Brooklyn       | 21 augusti     |
| 21 | Busch 500                      | Bristol International Raceway, Bristol          | 27 augusti     |
| 22 | Southern 500                   | Darlington Raceway, Darlington                  | 5 september    |
| 23 | Wrangler Sanfor-Set 400        | Richmond Fairgrounds Raceway, Richmond          | 11 september   |
| 24 | Budweiser 500                  | Dover Downs International Speedway, Dover       | 18 september   |
| 25 | Goody's 500                    | Martinsville Speedway, Ridgeway                 | 25 september   |
| 26 | Holly Farms 400                | North Wilkesboro Speedway, North Wilkesboro     | 2 oktober      |
| 27 | Miller High Life 500           | Charlotte Motor Speedway, Concord               | 9 oktober      |
| 28 | Warner W. Hodgdon American 500 | North Carolina Motor Speedway, Rockingham       | 30 oktober     |
| 29 | Atlanta Journal 500            | Atlanta International Raceway, Hampton          | 6 november     |
| 30 | Winston Western 500            | Riverside International Raceway, Riverside      | 20 november    |

## Resultat
| Nr | Tävling                        | Pole position   | Flest ledda varv            | Vinnare          | Team/ bilägare         | Konstruktör   | Rapport |
| -- | ------------------------------ | --------------- | --------------------------- | ---------------- | ---------------------- | ------------- | ------- |
| U  | Busch Clash                    | Bill Elliott    | Darrell Waltrip             | Neil Bonnett     | RahMoc Enterprises     | Chevrolet     | Rapport |
| KV | UNO Twin 125 Qualifiers 1      | Ricky Rudd      | i.u.                        | Dale Earnhardt   | Bud Moore Engineering  | Ford          | Rapport |
| KV | UNO Twin 125 Qualifiers 2      | Geoffrey Bodine | i.u.                        | Neil Bonnett     | RahMoc Enterprises     | Chevrolet     | Rapport |
| U  | Daytona 500 Consolation Race   | Darryl Sage     | Blackie Wangerin            | Blackie Wangerin | Blackie Wangerin       | Ford          |         |
| 1  | Daytona 500                    | Ricky Rudd      | Joe Ruttman                 | Cale Yarborough  | Harry Ranier           | Pontiac       | Rapport |
| 2  | Richmond 400                   | Ricky Rudd      | Bobby Allison               | Bobby Allison    | DiGard Racing          | Chevrolet     | Rapport |
| 3  | Warner W. Hodgdon Carolina 500 | Ricky Rudd      | Cale Yarborough             | Richard Petty    | Petty Enterprises      | Pontiac       | Rapport |
| 4  | Coca-Cola 500                  | Geoffrey Bodine | Neil Bonnett                | Cale Yarborough  | Harry Ranier           | Chevrolet     | Rapport |
| 5  | Transouth 500                  | Tim Richmond    | Geoffrey Bodine             | Harry Gant       | Hal Needham            | Buick         | Rapport |
| 6  | Northwestern Bank 400          | Neil Bonnett    | Darrell Waltrip             | Darrell Waltrip  | Johnson Hodgdon Racing | Chevrolet     | Rapport |
| 7  | Virginia National Bank 500     | Ricky Rudd      | Darrell Waltrip             | Darrell Waltrip  | Johnson Hodgdon Racing | Chevrolet     | Rapport |
| 8  | Winston 500                    | Cale Yarborough | Richard Petty               | Richard Petty    | Petty Enterprises      | Pontiac       | Rapport |
| 9  | Marty Robbins 420              | Darrell Waltrip | Darrell Waltrip             | Darrell Waltrip  | Johnson Hodgdon Racing | Chevrolet     | Rapport |
| 10 | Mason-Dixon 500]               | Joe Ruttman     | Bobby Allison               | Bobby Allison    | Buick                  | Buick         | Rapport |
| 11 | Valleydale 500                 | Neil Bonnett    | Darrell Waltrip             | Darrell Waltrip  | Johnson Hodgdon Racing | Chevrolet     | Rapport |
| 12 | World 600                      | Buddy Baker     | Bobby Allison               | Neil Bonnett     | Rahmoc Enterprises     | Chevrolet     | Rapport |
| 13 | Budweiser 400                  | Darrell Waltrip | Ricky Rudd                  | Ricky Rudd       | Richard Childress      | Chevrolet     | Rapport |
| 14 | Van Scoy Diamond Mine 500      | Darrell Waltrip | Bobby Allison               | Bobby Allison    | Buick                  | DiGard Racing | Rapport |
| 15 | Gabriel 400                    | Terry Labonte   | Terry Labonte               | Cale Yarborough  | Harry Ranier           | Chevrolet     | Rapport |
| 16 | Firecracker 400                | Cale Yarborough | Buddy Baker                 | Buddy Baker      | Wood Brothers Racing   | Ford          | Rapport |
| 17 | Busch Nashville 420            | Ron Bouchard    | Dale Earnhardt              | Dale Earnhardt   | Bud Moore Engineering  | Ford          | Rapport |
| 18 | Like Cola 400                  | Tim Richmond    | Bobby Allison               | Tim Richmond     | Raymond Beadle         | Pontiac       | Rapport |
| 19 | Talladega 500                  | Cale Yarborough | Dale Earnhardt Tim Richmond | Dale Earnhardt   | Bud Moore Engineering  | Ford          | Rapport |
| 20 | Champion Spark Plug 400        | Terry Labonte   | Cale Yarborough             | Cale Yarborough  | Harry Ranier           | Chevrolet     | Rapport |
| 21 | Busch 500                      | Joe Ruttman     | Dale Earnhardt              | Darrell Waltrip  | Johnson Hodgdon Racing | Chevrolet     | Rapport |
| 22 | Southern 500                   | Neil Bonnett    | Bobby Allison               | Bobby Allison    | DiGard Racing          | Buick         | Rapport |
| 23 | Wrangler Sanfor-Set 400        | Darrell Waltrip | Bobby Allison               | Bobby Allison    | DiGard Racing          | Buick         | Rapport |
| 24 | Budweiser 500                  | Terry Labonte   | Bobby Allison               | Bobby Allison    | DiGard Racing          | Buick         | Rapport |
| 25 | Goody's 500                    | Darrell Waltrip | Ricky Rudd                  | Ricky Rudd       | Richard Childress      | Chevrolet     | Rapport |
| 26 | Holly Farms 400                | Darrell Waltrip | Darrell Waltrip             | Darrell Waltrip  | Johnson Hodgdon Racing | Chevrolet     | Rapport |
| 27 | Miller High Life 500           | Tim Richmond    | Tim Richmond                | Richard Petty    | Petty Enterprises      | Pontiac       | Rapport |
| 28 | Warner W. Hodgdon American 500 | Neil Bonnett    | Tim Richmond                | Terry Labonte    | Billy Hagan            | Chevrolet     | Rapport |
| 29 | Atlanta Journal 500            | Tim Richmond    | Bobby Allison               | Neil Bonnett     | Rahmoc Enterprises     | Chevrolet     | Rapport |
| 30 | Winston Western 500            | Darrell Waltrip | Darrell Waltrip             | Bill Elliott     | Harry Melling          | Ford          | Rapport |